# Viscount Hailsham

Heraldiskt vapen för Visount Hailsham

Viscount Hailsham, av Hailsham i grevskapet East Sussex, är en brittisk adelstitel. Den skapades 1929 för advokaten och den konservative politikern Douglas Hogg, 1:e baron Hailsham, som två gånger tjänstgjorde som Lordkansler. Han hade redan 1928 blivit utnämnd till Baron Hailsham av Hailsham i grevskapet Sussex. Hogg var son till köpmannen och filantropen Quintin Hogg, sjunde son till Sir James Hogg, 1:e baronet, vars äldste son James McGarel-Hogg, 2:e baronet, utnämndes till Baron Magheramorne 1887.
Han efterträddes av sin son, Quintin Hogg, som blev den andre viscounten, som också var en framstående advokat och konservativ politiker. Den 20 november 1963 avsade han sig sina pärsvärdigheter enligt Peerage Act 1963, så att han kunde väljas in i underhuset. År 1970 accepterade han dock att bli Life peer som Baron Hailsham av St Marylebone, av Herstmonceux i grevskapet Sussex, och återvände till överhuset, och liksom sin far tjänstgjorde han två gånger som lordkansler i Storbritannien. Den första och den andra viscounts Hailsham är den ende far och son som båda har tjänstgjort som lordkansler.
Vid sin död 2001 efterträddes han som ärftlig baron och viscount av sin son, den tredje viscounten. Liksom sin far och farfar är han advokat och konservativ politiker och var parlamentsledamot från 1979 till 2010. House of Lords Act 1999 hade vid tiden för hans fars död avskaffat den automatiska rätten för ärftliga pärer att sitta i överhuset, och han behövde inte avsäga sig sina pärsvärdigheter för att förbli ledamot av underhuset. Viscount Hailsham tilldelades Life peer 2015 som Baron Hailsham av Kettlethorpe, av Kettlethorpe i grevskapet Lincolnshire. Detta gjorde det möjligt för honom att sitta i överhuset. Hans hustru Sarah Hogg, baronessan Hogg, är också ledamot av överhuset.
Familjens säte är Kettlethorpe Hall, nära Kettlethorpe, Lincolnshire. Den 1:e viscounten, 2:e viscounten och andra medlemmar av familjen är begravda på kyrkogården i All Saints, Herstmonceux, Sussex.

## Viscounter Hailsham (1929)
- Douglas McGarel Hogg, 1:e viscount Hailsham (1872–1950)
- Quintin McGarel Hogg, 2:e viscount Hailsham (1907–2001) (avsagd titeln 1963) (kreerad Baron Hailsham av St Marylebone 1970)
- Douglas Martin Hogg, 3:e viscount Hailsham (f. 1945) (kreerad Baron Hailsham av Kettlethorpe 2015)

Arvtagaren är nuvarande innahavarens son, the Hon. Quintin John Neil Martin Hogg (f. 1973).